# إلى المجهول الذي لا يحبني
إلى المجهول الذي لا يحبني (بالكورية: 나를 사랑하지 않는 X에게)؛ هو مسلسل ويب كوري جنوبي، بطولة هان جي هيو، دويونغ، كوون آه ريوم وبانغ جاي مين. عرض على تيفينج في 14 يوليو إلى 28 يوليو 2022. وهو متاح على منصة إبيما اليابانية، فيو، آي جيي وفيكي.

## القصة
هي دراما رومانسية عن فتاة تدعي سيو هي سو، التي تضع يديها على دفتر ملاحظات غامض لديه القدرة على جعل أي شخص يقع في حبها لمدة شهر إذا كتبت اسمه.

## طاقم
- هان جي هيو في دور سيو هاي سو[10]

هي-سو طالبة جامعية تريد أن تصبح كاتبة غنائية. لقد كانت وحيدة في حياتها، برغم أنها حاولت بكل شيء لإقامة علاقة جيدة. أثناء معاناتها مع تدني احترام الذات، تجد هاي سو ملاحظة كتابية يمكن أن تجعلها تنجح في المواعدة.
- دو يونغ مثل جونغ شي هو[11]

لطالما كان سي-هو يحب هي سوو سراً. بدلاً من قطع الصداقة والاعتراف بمشاعره لها، يعتقد أنه من الأفضل الاختباء. ومع ذلك، عندما تبدأ هي-سو في التسكع مع بعض الشباب باستخدام الملاحظة الكتابية الغامضة، يبدأ هي-سو بالقلق من أنه سيفقد هي-سو إلى الأبد.
- كوون آه ريوم في دور بارك سي جين[12]
- بانج جاي مين بدور كيم دو بن
- سون هيون وو بدور كيم جانج ووك[13]
- كيم جي هون في دور بارك جون يونغ[13]
- اهن يونغ هوون في دور صديق سيو هي-سو[14]
- مون كيونغ مين في دور صديق سيو هي-سو[14]
- لي جو يي في دور عضو النادي زميلة سيو هي-سو
- يو بيونغ هون في دور عضو النادي زميل سيو هي-سو[15]

## الإنتاج
المسلسل من إخراج كو جاي هونغ من أعماله الحب المصنوع يدويا (2020)، ومن كتابة كو جاي هونغ بجانب الكاتبة هوانغ هاي جي المشهورة بكتابة الافلام. ومن تخطيط إدارة تيفينج وانتاجه بستوديو خاص داخلي في قسم الترفية ساي جاي إي إن إم.

### الإصدار
في 30 يونيو 2022، أعلنت TVING أنه سيتم إصدار الحلقات الثلاث الأولى في 14 يوليو 2022، وسيتم إصدار الحلقات من 4 إلى 6 في 21 يوليو 2022، وإصدار الحلقات الأربع الأخيرة في 28 يوليو 2022.

## روابط خارجية
- الى المجهول الذي لا يحبني على موقع IMDb (الإنجليزية)
- الى المجهول الذي لا يحبني على موقع قاعدة بيانات الفيلم (الإنجليزية)
- إلى المجهول الذي لا يحبني على هانسينما
- على IQlYl